# Cari amici miei...
Cari amici miei... (Les gaspards) è un film del 1974 diretto da Pierre Tchernia.